# Conor Maynard
Conor Paul Maynard (sinh ngày 21 tháng 11 năm 1992) là một nam ca sĩ đến từ Brighton, anh đã kĩ hợp đồng với hãng thu âm EMI, Parlophone. Maynard được nhiều người biết đến vào năm 2012, khi anh được đề cử, và đã thắng, trong hạng mục Nghệ sĩ mới năm 2012 của MTV. Đĩa đơn đầu tay của anh, "Can't Say No", đã được phát hành ở Anh vào ngày 16 tháng 4 năm 2012.

## Tiểu sử

### 2008–11: Bắt đầu sự nghiệp và YouTube
Vào ngày 20 tháng 5 năm 2006, Maynard đăng ký thành viên trên trang web chia sẻ video trực tuyến YouTube. Anh đăng tải video đầu tiên của mình, hát lại ca khúc "Breathe" của nhạc sĩ người Anh Lee Carr, vào ngày 1 tháng 12 năm 2008. Từ năm 2009 đến nay, anh đã đăng tải nhiều video hát lại mà anh, cùng với người bạn thân của mình, Anthony "Anth" Melo, đã thực hiện. Cùng nhau, họ đã hát lại rất nhiều ca khúc, có thể kể đến như "Crawl" (Chris Brown), "Dynamite" (Taio Cruz), "Only Girl (In the World)" (Rihanna). Maynard nhận được sự quan tâm từ các hãng ghi âm khi nam ca sĩ/nhạc sĩ người Mỹ Ne-Yo xem được bản hát lại một ca khúc của mình, "Beautiful Monster". Và cuối cùng, Ne-Yo trở thành người hướng dẫn của Maynard.

### 2011—nay: GiảiMTV AwardvàContrast
Vào tháng 11 năm 2011, Maynard có một đề cử cho hạng mục Nghệ sĩ mới năm 2012 của MTV, cùng với Delilah, Michael Kiwanuka, Lana Del Rey và Lianne La Havas. Vào ngày 31 tháng 1 năm 2012, anh được thông báo là đã giành chiến thắng trong hạng mục này, với 48% tổng số lượt bình chọn. Cuối năm 2011, Maynard ký hợp đồng với hãng thu âm Parlophone, và sau đó vào tháng 2 năm 2012 với EMI. Và từ đó anh bắt đầu thực hiện album phòng thu đầu tay của mình, Contrast. Anh phát hành video cho đĩa đơn đầu tay của mình, "Can't Say No" vào ngày 1 tháng 3 năm 2012, và cho đến tháng 9 năm 2012, video đã đạt được 14 triệu lượt xem. Đĩa đơn đã nhận được nhiều ý kiến tích cực từ các nhà phê bình, như Lewis Corner (từ Digital Spy) đã miêu tả ca khúc "rất vui tươi, vui vẻ" còn nhiều nhà phê bình khác lại ví Maynard với nam ca sĩ người Canada Justin Bieber, cả về giọng hát lần sự nghiệp trên YouTube. Tuy nhiên, Conor phản đối sự so sánh này, rằng "Tôi không giống Justin Bieber.", nhưng sau đó anh cho biết, anh và Bieber chỉ giống nhau ở việc đều nổi tiếng khi còn trẻ, và đều được biết đến nhờ YouTube.
Đĩa đơn đầu tay của Conor Maynard, "Can't Say No" được phát hành ở Anh vào ngày 15 tháng 4 năm 2012, đạt vị trí á quân trên bảng xếp hạng UK Singles Chart ở tuần lễ kết thúc ngày 28 tháng 4 năm 2012, với 74,792 bản được tiêu thụ. Ca khúc này cũng khá thành công ở Ireland và Scotland, lần lượt đạt vị trí 13 và 3. Vào ngày 1 tháng 5 năm 2012, Maynard phát hành ca khúc "Drowning" miễn phí cho những ai đặt hàng trước album sắp phát hành của anh, Contrast. Vào ngày 5 tháng 5 năm 2012, Maynard biểu diễn "Can't Say No" tại lễ trao giải TRL Awards lần thứ 7 ở Ý. Sau đó vào ngày 9 tháng 6 năm 2012, Conor Maynard cũng biểu diễn ca khúc này tại Capital Summertime Ball trước 80.000 khán giả.
Maynard phát hành đĩa đơn thứ hai của mình, "Vegas Girl", vào ngày 21 tháng 7 năm 2012 ở Anh, và ca khúc ngày đã ra mắt ở vị trí thứ 4 trên bảng xếp hạng UK Singles Chart. Vào ngày 30 tháng 7 năm 2012, anh phát hành album Contrast, album đạt vị trí quán quân trên bảng UK Albums Chart vào ngày 11 tháng 8 năm 2012. Album đã được tiêu thụ 17,000 bản trong tuần đầu phát hành.

## Danh sách đĩa nhạc

### Album
| Tên      | Chi tiết                                                                                 | Vị trí xếp hạng cao nhất | Vị trí xếp hạng cao nhất | Vị trí xếp hạng cao nhất | Vị trí xếp hạng cao nhất | Vị trí xếp hạng cao nhất | Vị trí xếp hạng cao nhất | Vị trí xếp hạng cao nhất | Vị trí xếp hạng cao nhất |
| Tên      | Chi tiết                                                                                 | Anh                      | Áo                       | Bỉ                       | Canada                   | Hà Lan                   | Ireland                  | Scotland                 | Thụy Sĩ                  |
| -------- | ---------------------------------------------------------------------------------------- | ------------------------ | ------------------------ | ------------------------ | ------------------------ | ------------------------ | ------------------------ | ------------------------ | ------------------------ |
| Contrast | - Phát hành: 30 tháng 7 năm 2012 - Hãng đĩa: Parlophone - Định dạng: CD, tải kỹ thuật số | 1                        | 72                       | 79                       | 10                       | 73                       | 10                       | 3                        | 40                       |

### Đĩa đơn
| Năm  | Tên                               | Vị trí xếp hạng cao nhất | Vị trí xếp hạng cao nhất | Vị trí xếp hạng cao nhất | Vị trí xếp hạng cao nhất | Vị trí xếp hạng cao nhất | Vị trí xếp hạng cao nhất | Vị trí xếp hạng cao nhất | Vị trí xếp hạng cao nhất | Vị trí xếp hạng cao nhất | Vị trí xếp hạng cao nhất | Thuộc album |
| Năm  | Tên                               | Anh                      | Úc                       | Bỉ                       | Canada                   | Đan Mạch                 | Đức                      | Hà Lan                   | Ireland                  | New Zealand              | Scotland                 | Thuộc album |
| ---- | --------------------------------- | ------------------------ | ------------------------ | ------------------------ | ------------------------ | ------------------------ | ------------------------ | ------------------------ | ------------------------ | ------------------------ | ------------------------ | ----------- |
| 2012 | "Can't Say No"                    | 2                        | 38                       | 35                       | 75                       | —                        | 63                       | —                        | 13                       | 21                       | 3                        | Contrast    |
| 2012 | "Vegas Girl"                      | 4                        | 75                       | 57                       | —                        | —                        | 63                       | 55                       | 22                       | —                        | 5                        | Contrast    |
| 2012 | "Turn Around" (hợp tác với Ne-Yo) | 9                        | —                        | 61                       | —                        | 33                       | —                        | 99                       | 21                       | 35                       | 11                       | Contrast    |

### Các bài hát khác
| Năm  | Tên                                      | Vị trí xếp hạng cao nhất | Thuộc album |
| Năm  | Tên                                      | Anh                      | Thuộc album |
| ---- | ---------------------------------------- | ------------------------ | ----------- |
| 2012 | "Better Than You" (hợp tác với Rita Ora) | 105                      | Contrast    |

### Đĩa đơn quảng bá
| Năm  | Đĩa đơn    | Thuộc album |
| ---- | ---------- | ----------- |
| 2012 | "Drowning" | Contrast    |

## Liên kết khác
- Website chính thức
- Conor Maynard trên Facebook
- Conor Maynard trên Twitter